# Vasile Brânzan
Vasile Brânzan (n. 8 septembrie 1935) a fost un opozant al regimului comunist.

## Biografie
Vasile Brânzan s-a născut la 8 septembrie 1935 în Târgu Jiu. După absolvirea liceului s-a înscris la Facultatea de Medicină Generală a Institutului Medico-Farmaceutic din București. În perioada când era student în anul IV a participat la mișcările revendicative ale studenților din București în 1956 (vezi Mișcările studențești din București din 1956). A fost printre organizatorii unui miting de solidaritate în Piața Universității, programat pentru ziua de 15 noiembrie 1956. Studenții urmau să ceară satisfacerea unor revendicări cu caracter politic și social; era însă prevăzută și posibilitatea de transformare  a mitingului într-o mișcare de răsturnare a regimului comunist, în cazul în care numărul participanților era mare. A fost arestat la 30 noiembrie 1956, fiind judecat în lotul "Ivasiuc". Prin sentința Nr. 481 din 1 aprilie 1957 a Tribunalului Militar București a fost condamnat la un an închisoare corecțională. A fost eliberat la  29 noiembrie 1957, după expirarea pedepsei.
După eliberare și-a continuat studiile de medicină, lucrând apoi ca medic în cadrul spitalului județean Târgu Jiu.